# شمس‌الدین (ساموخ)
شمس‌الدین (به لاتین: Shamsadin) یک منطقه مسکونی در جمهوری آذربایجان است که در شهرستان ساموخ واقع شده است.